# Epilasia
Epilasia je maleni biljni rod jednogodišnjeg raslinja iz porodice glavočika, dio je podtribusa Scorzonerinae. Sastoji od tri vrste raširene u jugozapadnoj, južnoj i srednjoj Aziji.

## Vrste
1. Epilasia acrolasia C.B.Clarke
2. Epilasia hemilasia (Bunge) C.B.Clarke
3. Epilasia mirabilis Lipsch.